# Ян Налепка
Ян Налепка (словац. Ján Nálepka, псевдонім — Рєпкін, 20 вересня 1912 — 16 листопада 1943) — словацький військовик, Герой Радянського Союзу (1945, посмертно), організатор та командир словацького партизанського загону у складі партизанського з'єднання О.Сабурова, що діяв на території Української та Білоруської РСР.

## Біографія
Народився 20 вересня 1912 року в селі Сміжані, Східної Словаччини у селянській родині. У 1931 році закінчив учительську семінарію. Працював сільським вчителем.
З 1934 року служив в чехословацькій армії в чиині поручника.
В 1941 році керівництво Словаччини направило військову частину, в якій служив Налепка на німецько-радянський фронт. Налепка створив в 101-му словацькому полку групу заколотників-сталіністів. В травні 1943 зрадив присягу Словаччині і утік на бік радянських партизан. Там сформував з колишніх словацьких військових диверсійний загін.
У вересні-жовтні 1943 намагався вести переговори з представниками УПА з метою домовитися про припинення боротьби УПА проти партизанів та про спільну боротьбу проти нацистів .
Солдати Налепки з'єднались з партизанськими загонами Олександра Сабурова та разом зайняли місто Овруч (Житомирської обл. УРСР), але сам Ян Налепка 16 листопада 1943 року загинув. Похований в братській могилі на Садгірському кладовищі в місті Чернівці.

## Нагороди
Ян Налепці були посмертно присвоєні звання та нагороди: Герой Радянського Союзу (2.5.1945), Герой Словацького національного повстання (5.5.1945). Нагороджений орденом Білого Лева 1-о ступеня.